# Stylops kinzelbachi
Stylops kinzelbachi  (лат.) — вид веерокрылых насекомых рода Stylops из семейства Stylopidae. Западная Европа, Испания (Alicante, Elche).
Паразиты пчёл вида Andrena (Rufandrena) orbitalis Morice (Andrena, Andrenidae). 
Вид был впервые описан в 1974 году энтомологом Луна де Карвальо   (Luna de Carvalho E.).